# George Van Meter
George Edward Van Meter (* 23. August 1932 in St. Louis; † 15. November 2007 in Bakersfield, Kalifornien) war ein US-amerikanischer Radrennfahrer.

## Sportliche Laufbahn
Van Meter war im Straßenradsport aktiv. Er war Teilnehmer der Olympischen Sommerspiele 1956 in Melbourne. Das olympische Straßenrennen beendete er nicht. In der Mannschaftswertung kam das Team der USA mit Joe Becker, David Rhoads, Erhard Neumann und George Van Meter nicht in die Wertung, da nur Becker das Rennen beendete.
Bei den Panamerikanischen Spielen 1959 belegte er im Straßenrennen den 14. Platz und mit dem Team der USA den 5. Platz im Mannschaftszeitfahren. 1955 und 1956 gewann er die Staatsmeisterschaft im Straßenrennen von Missouri. 1957 startete Van Meter für die Nationalmannschaft bei den Straßenradsport-Weltmeisterschaften. Er studierte Jura und praktizierte als Anwalt im kalifornischen Bakersfield. 